# Markhöhle

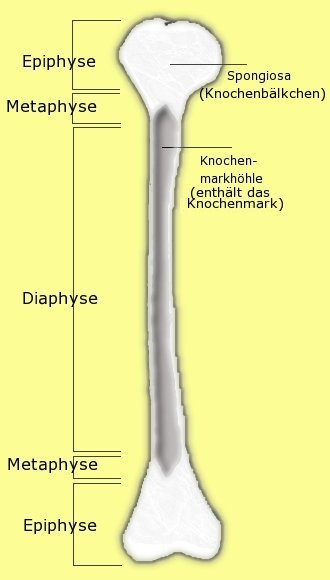
Schematischer Aufbau eines Röhrenknochens

Die Markhöhle (Cavitas medullaris, veraltend und in der Veterinäranatomie: Cavum medullare) ist ein mit Knochenmark ausgefüllter Hohlraum im Schaft (Diaphyse) von Röhrenknochen bei Wirbeltieren. Sie wird von der Substantia compacta umhüllt und ist von einer zarten Knocheninnenhaut (Endost) ausgekleidet. Die Compacta besitzt ein Gefäßloch (Foramen nutricium), durch das ein in die Markhöhle ziehendes Blutgefäß tritt. Die Markhöhle steht mit den Markzellen (Cellulae medullares) der Spongiosa in offener Verbindung.
Bei Feten und jungen Individuen enthält die Markhöhle noch rotes Knochenmark (Medulla osseum rubra), im Alter wird dieses vollständig in Fettmark (Medulla ossium flava) umgewandelt.